# Akaji Maro
Akaji Maro (麿 赤兒, Maro Akaji, né le 23 février 1943 à Kanazawa) est un metteur en scène, directeur artistique, chorégraphe, danseur de butō et acteur japonais. Il est le fondateur de la compagnie de danse Dairakudakan.

## Biographie
Son fils aîné, Tatsushi Ōmori, est réalisateur. Son fils cadet est l'acteur Nao Ōmori.
Akaji Maro étudie les arts du théâtre à l'université de Tokyo. En 1964, il fonde avec Jūrō Kara la troupe de théâtre Jōkyō-Gekijō.

### Danse
Pendant trois ans, il est initié au mouvement post-atomique de danse des ténèbres blanches butō par Tatsumi Hijikata.
En 1972, il crée la compagnie de danse Dairakudakan「大駱駝艦」 (ja) : le grand (大) vaisseau (艦) du chameau (駱駝),,,.

« La honte de présenter les choses sérieusement constitue un de mes fondements. Bien sûr, je danse sérieusement, mais une partie de moi-même a envie de se moquer de moi. »

— Akaji Maro, Danser Canal Historique

### Cinéma
En 1980, Akaji Maro joue dans le film Mélodie tzigane de Seijun Suzuki. Ce premier film de la trilogie Teishô remporte les prix du meilleur film et du meilleur réalisateur aux Nippon Akademī-shō.
Quentin Tarantino connaît le cinéma de genre Yakuza eiga que réalisait Seijun Suzuki dans les années 1960. Dans LA Weekly, John Powers établit qu'il y a, dans Kill Bill, une référence au film Le Vagabond de Tokyo de Seijun Suzuki : le podium de verre du nightclub House of Blue Leaves où Beatrix Kiddo combat le gang Crazy 88.

En 2003, Quentin Tarantino engage Akaji Maro dans Kill Bill pour interpréter le Boss Ozawah en discussion animée avec le Boss Tanaka autour de la table du conseil du clan Yakusa présidé par O-Ren Ishii, elle-même à la tête du gang Crazy 88.
En août 2015, l'acteur et le danseur de butō Akaji Maro rejoint le danseur étoile Jérémie Bélingard à l'Opéra Garnier sur le tournage du court-métrage En moi de la réalisatrice Laetitia Casta.
Le 7 avril 2018, pendant l'exposition Enfers et fantômes d’Asie au musée du quai Branly – Jacques-Chirac, dans le cycle de cinéma Fantômes d'amour et de terreur, vision d'un cinéma hanté, le réalisateur Yves Montmayeur présente son film Tôkyô Paranormal, sur le sorcier de butō Akaji Maro.

## Chorégraphies
- 2011 : L’homme de cendre, Maison de la culture du Japon à Paris (MCJP)[17]
- 2013 : Hayasasurahime 「速佐須良姫」, Théâtre de Setagaya à Tokyo[18]
- 2013 : Virus, musique de Keisuke Doi et Jeff Mills, Festival Montpellier Danse[19]
- 2013 : Crazy Camel, Théâtre de l’Agora au Festival Montpellier Danse[20]
- 2013 : Oublie tout, et souviens-toi de Takuya Muramatsu, direction artistique d'Akaji Maro, MCJP[2]
- 2013 : Symphonie M inspirée du Livre tibétain des morts[5], MCJP[6],[21],[22]
- 2015: La planète des insectes, MCJP[23],[24]
- 2017 : Paradise[16], musique de Jeff Mills, MCJP[25],[26]
- 2020 : GOLD SHOWER, avec François Chaignaud, Maison de la Musique de Nanterre[27]

## Filmographie

### Longs métrages
- 1971 : Chimimoryo, une âme au diable (闇の中の魑魅魍魎, Yami no naka no chimimoryo?) de Kō Nakahira : Kinzo
- 1980 : Mélodie tzigane de Seijun Suzuki : l'homme aveugle
- 1981 : Brumes de chaleur (陽炎座, Kagerō-za?) de Seijun Suzuki : un sans-abri
- 1982 : Yajū deka (野獣刑事?) d'Eiichi Kudō : le peintre
- 1987 : Shinran ou la voix immaculée de Rentaro Mikuni : Nanzame
- 1995 : Le Testament du soir (Gogo no Yuigon-jo) de Kaneto Shindō
- 1997 : Cat's Eye de Kaizo Hayashi
- 1999 : L'Été de Kikujiro de Takeshi Kitano
- 2002 : Shangri-La de Takashi Miike : Ookura Nagashima
- 2002 : Suicide Club de Sono Sion : inspecteur Murata
- 2003 : Kill Bill : Volume 1 de Quentin Tarantino : Boss Ozawah
- 2003 : Akame 48 Waterfalls (赤目四十八瀧心中未遂, Akame shijūyataki shinjūmisui?) de Genjirō Arato
- 2005 : Le Murmure des dieux (ゲルマニウムの夜, Gerumaniumu no Yoru?) de Tatsushi Ōmori : Le tenancier du magasin
- 2008 : Sakigake!! Otokojuku d'après Akira Miyashita
- 2010 : Postcard de Kaneto Shindo
- 2011 : Hanezu, l'esprit des montagnes de Naomi Kawase : l'archéologue Yo-chan
- 2015 : The Emperor in August (en) de Masato Harada : Hisanori Fujita
- 2016 : Danchi de Junji Sakamoto
- 2019 : Tonde Saitama : Sojyuro Saionji

### Courts métrages
- 2016 : En moi de Laetitia Casta : l'homme de service
- 2018 : Tôkyô Paranormal[15],[16] de Yves Montmayeur : le sorcier de butō

### Télévision
- 1990 : Butoh: Body on the Edge of Crisis de Michael Blackwood, documentaire
- 1996 : Les Enquêtes de Kindaichi de Daisuke Nishio sur NTV
- 1997 : Psychometrer Eiji d'après Yūma Andō sur NTV
- 2007 : Le Fabuleux Destin de Taro Yamada de Yasuharu Ishii sur TBS
- 2016 : Kamogawa shokudô de Seiji Aburatani et Mikio Sato sur NHK

## Distinctions
- 2013 : Grand Prix lors de la 7e édition du Forum de la danse japonaise (JaDaFo) pour Hayasasurahime avec Akira Kasai (en)[18]
- Prix du syndicat de la critique 2018 : Prix du meilleur livre sur la danse pour Danser avec l'invisible